# Meriem Bennani
Pour les articles homonymes, voir Bennani.
Meriem Bennani née en 1988 à Rabat,  est une artiste multimedia marocaine. Elle vit et travaille à New York.

## Biographie
Meriem Bennani est née à Rabat, au Maroc. Elle y passe son enfance. Elle obtient une licence en arts visuels de La Cooper Union en 2012 à New York, et une maîtrise de l'École nationale supérieure des arts décoratifs à Paris,.
Meriem Bennani travaille la vidéo, la sculpture, l'installation multimédia, le dessin. Elle est connue pour ses propositions ludiques et humoristiques. Elle utilise les technologies numériques telles que l'animation 3D, le mapping vidéo, et la capture de mouvement,,,,.
En 2016, Meriem Bennani présente Fly au MoMA PS1. Il s'agit de sa première exposition personnelle. Elle installe des formes géométriques diverses, un escalier en miroir sur lesquels elle projette des vidéos et des photos de voyages, une scène de  mariage, des décors intérieurs de maisons.
Meriem Bennani expose en 2017 Siham et Hafida à New York. Il s'agit d'une installation faite de divers supports sur lesquels sont projetés une vidéo. Elle  explore les rapports entre deux chanteuses de aïta de générations différentes. Le aïta est un chant populaire et anti colonial marocain apparu à la fin du 19e siècle. Il est en dialecte marocain et se transmet uniquement par oral. L'une des chanteuses ne sait ni lire ni écrire, la deuxième est soucieuse de modernité et utilise les réseaux sociaux.

## Expositions personnelles
- Fly, MoMA PS1, 2016
- Siham & Hafida, The Kitchen, 2017, La Criée, Rennes, 2018
- Ghariba/Stranger, Art Dubaï, 2017